# Zarina Yeva
Zarina Yeva es una actriz y modelo kazaja radicada en Los Ángeles, California. En 2021 fue conocida como la mejor actriz revelación en el Festival du Film Kazakhstanais.

## Biografía

### Primeros años y modelaje
Yeva inició su carrera como modelo cuando se encontraba cursando estudios en la Universidad de Alma Ata. Tras firmar un contrato con una agencia de modelaje de Kazajistán, participó en variedad de campañas publicitarias para diferentes marcas y representó a su país en el concurso internacional de belleza World Beauty Queen, celebrado en Corea del Sur, donde avanzó hasta las instancias finales. Ha aparecido en las portadas y páginas de revistas como L'Officiel, Vogue, Maxim, Harper's Bazaar, Glamour y Elle; y desfilado en pasarelas de eventos como la Miami Swim Week.

### Carrera como actriz
Con el deseo de emprender una carrera como actriz, Yeva se trasladó a Moscú para estudiar teatro. Luego de graduarse, participó en los filmes Vremennye trudnosti de Mikhail Raskhodnikov (2018) y Cosmoball de Dzhanik Fayziev (2020). Otras producciones cinematográficas donde ha actuado incluyen a Kazakh Khanate – Golden Throne de Rustem Abdrashev —película presentada por Kazajistán para competir en la categoría de mejor película internacional en los Premios Óscar— y Tomiris, de Akan Satayev, entre otras. Actualmente está radicada en Los Ángeles, Estados Unidos.

## Filmografía

### Cine
| Año  | Título                         | Papel    | Notas |
| ---- | ------------------------------ | -------- | ----- |
| 2014 | Kelinka Sabina                 | Amiga    |       |
| 2015 | 16 kyz                         | Esposa   |       |
| 2015 | Village Escape. Love Affair    | Mujer    |       |
| 2018 | Vremennye trudnosti            | Aygerim  |       |
| 2018 | Biznesmeny                     | Anar     |       |
| 2019 | Kazakh Khanate - Golden Throne | Aytolgan |       |
| 2019 | Tomiris                        | Tana     |       |
| 2019 | Uroki Kazahskogo               | Sabina   |       |
| 2020 | Cosmoball                      | Amazonka |       |